# Luis José de Borbón-Condé
Luis V José de Borbón-Condé (París; 9 de agosto de 1736-Chantilly; 13 de mayo de 1818), octavo y penúltimo Príncipe de Condé, General del Ejército Real de Francia.

## Primeros años de vida
Hijo del Príncipe Luis Enrique de Borbón-Condé y de la Princesa Carolina de Hesse-Rotenburg. Fue también Duque de Borbón, Duque de Enghien, Duque de Guisa, Duque de Bellegarde y Par de Francia.

### Matrimonios e hijos
El 3 de mayo de 1753 se casó en Versalles con Carlota de Rohan, hija de Carlos de Rohan, Príncipe de Soubise y Duque de Rohan-Rohan, con quien tuvo tres hijos:
- Luis Enrique, (1755-1830), heredero del título.
- María (1756-1759), murió en la infancia.
- Luisa Adelaida (1757-1824, Mademoiselle de Condé, primera abadesa de Remiremont.

En segundas nupcias contrajo matrimonio con la princesa María Catalina Brignole Sale (1737-1813), viuda de Honorato III de Mónaco.
Fue el abuelo paterno del desafortunado Luis Antonio Enrique de Borbón-Condé, Duque de Enghien, el último sucesor de la dinastía Borbón.

### Vida pública

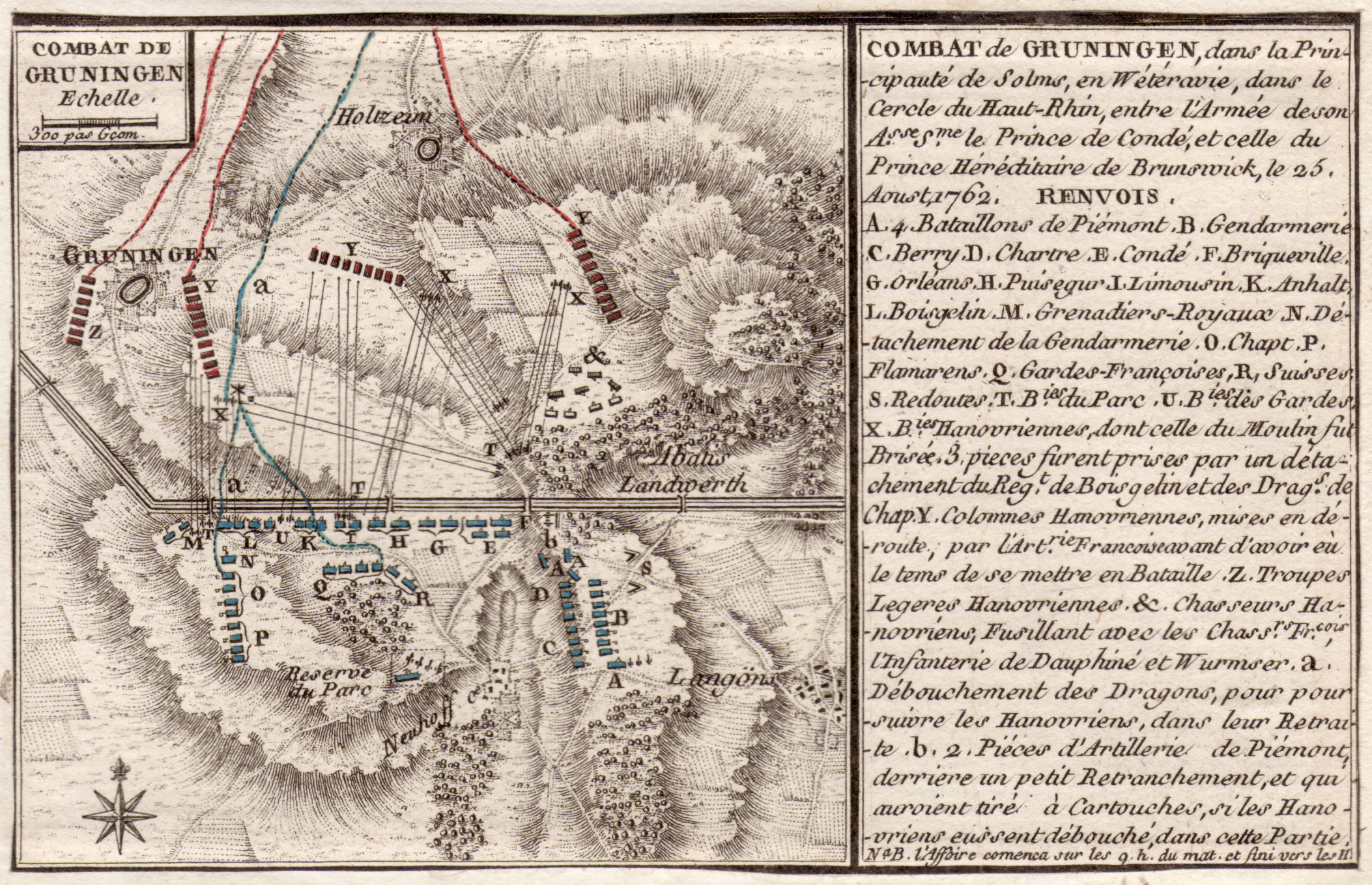
Combat de Gruningen, 1762.

Luis José se convierte en teniente general en 1758 y combate en la Guerra de los Siete Años, en la que alcanza la victoria de Groninga y Johannisberg en 1762. Seguidamente recibe el cargo de Administrador de Borgoña. 
En 1764 remodela el Palacio Borbón, demoliendo la residencia del Palacio de Condé en París, sobre el que hace construir el actual Teatro de Odeón. También realiza remodelaciones en el Castillo de Chantilly.
En el año 1780 fue nombrado por Luis XVI de Francia Coronel General de la Frontera Francesa. Sin embargo, debido a sus públicos sentimientos liberales se opone a la disolución de los miembros del Tercer Estado, firmado por el rey el 27 de diciembre de 1789. Fue además uno de los primeros nobles en escapar de Francia tras la Toma de la Bastilla.
En un principio huyó a los Países Bajos y más tarde a Turín.
Fue declarado traidor y sus bienes confiscados. Organizó un "Ejército de Emigrantes Franceses" en la ciudad alemana de Worms, y las potencias aliadas financiaron la iniciativa pero pretendían el control militar. Apostado a orillas del Rin, durante 1794 y 1795 el ejército de Condé estuvo bajo el control inglés y después austríaco hasta 1797 y más adelante, tras el Tratado de Campo Formio, bajo dominio ruso.
Pese al valeroso comportamiento demostrado en las batallas de Wissembourg, Hagenau y Bentheim, Condé debe disolverlo después del Tratado de Lunéville. 
El año 1800 se instala en Gran Bretaña con su hijo en la ciudad de Wanstead. Mantiene una correspondencia secreta con los realistas residentes en Francia y en particular con el General Jean-Charles Pichegru. Una vez descubiertos le costó a Pichegru una condena en la Guayana Francesa (de la que logra evadirse) y después, la vida.
Con la restauración volvió a Francia en 1814, y Luis XVIII de Francia le reentregó el cargo de Gran Maestre de Francia, que le había sido suspendido durante el período republicano y primer Imperio.

## Títulos
- 6 de agosto de 1736 - 27 de enero de 1740: Su Alteza Serenísima Luis José de Borbón, príncipe de sangre, Duque de Enghien. (Son Altesse Serenissime Louis Joseph de Bourbon, prince du sang, duc d'Enghien)
- 27 de enero de 1740- 13 de mayo de 1818: Su Alteza Serenísima Luis José de Borbón, príncipe de sangre, Príncipe de Condé (Son Altesse Serenissime Louis Joseph de Bourbon, prince du sang, duc d'Enghien)

## Órdenes

### Francesas
- Caballero de la Orden del Espíritu Santo.
- Caballero de la Orden de San Miguel.
- Caballero gran cruz de la Orden de San Luis.

### Extranjeras
- Caballero de la Orden de San Andrés. ( Imperio ruso)

| Predecesor: Luis IV de Condé | Príncipe de Condé 1740-1818 | Sucesor: Luis VI de Condé |